# Mimana
Mimana (jap. 任那; kor. 임나 Imna) – nazwa prawdopodobnie odnosząca się do jednego z pomniejszych państw koreańskich w federacji Gaya (I–VI wiek). Nazwa występuje przede wszystkim w japońskiej kronice Nihon-shoki, jako rzekoma japońska kolonia utworzona przez cesarzową Jingū. W XX wieku relacja ta była wykorzystana w Japonii do usprawiedliwiania okupacji Korei przez Japonię. 
Współcześni historycy i archeolodzy nie znaleźli przekonujących dowodów na poparcie legendy o podboju Korei przez cesarzową Jingū, nie są także przekonani czy Mimana na pewno istniała, a jeśli tak, to czy faktycznie była na terytorium Korei. Poprzez swoje nacjonalistyczne korzenie, różne teorie o Mimanie są dość kontrowersyjnym tematem w stosunkach japońsko-koreańskich do dziś.
Kroniki Trzech Królestw odnotowują najazdy Japończyków na Sillę m.in. w 232 i 346 roku. Niemniej podbój królestwa Silla przez Japonię uważa się za mało prawdopodobny.